# Louis Chrétien Carrière de Beaumont
Pour les articles homonymes, voir Carrière.
Louis Chrétien Carrière, baron de Beaumont, né le 14 avril 1771 à Malplacey près de Brouchy dans la Somme et mort le 16 décembre 1813 à Metz en Moselle, est un général français de la Révolution et de l’Empire. 
Louis Chrétien Carrière est généralement appelé Beaumont ou Carrière de Beaumont .

## Biographie

### Origines
Il s'engage le 1er avril 1788 comme simple dragon au Régiment de La Reine dragons, devenu en 1791 le 6e dragons. Le 23 novembre 1792, Beaumont est nommé sous-lieutenant au 6e régiment de hussards et sert dans l'armée du Nord. L'année suivante, le 20 avril 1793, il est fait lieutenant, devient aide de camp du général Alexandre Dumas (père de l'écrivain Alexandre Dumas) le 23 septembre 1793 et l'accompagne en Vendée de 1793 à 1796, puis en Italie de 1796 à 1797. Louis Chrétien Carrière de Beaumont se lie d'amitié avec le futur général Dumas ainsi qu'avec deux autres dragons : Jean Louis Brigitte Espagne et l'adjudant Joseph Piston. Espagne, Piston et Beaumont se retrouvent aux côtés de Dumas lorsque celui-ci est nommé commandant en chef de l'armée des Alpes à la fin de l'année 1793.
Nommé adjoint à l'état-major général de l'armée d'Italie le 1er vendémiaire an V et capitaine le 14 du même mois, Beaumont fait partie de l'expédition d'Irlande et de celle d'Égypte de 1798 à 1799. En Orient, il sert aux côtés du général Alexandre Dumas dans la province de Gizeh, puis s'illustre le 25 juillet 1799. Le 14 août 1799, il est nommé chef d'escadron et passe au service de Joachim Murat, toujours comme aide de camp. Il suit Murat en Italie avec l'armée de réserve et se distingue d'abord à Verceil le 27 mai 1800, puis à Marengo le 14 juin de la même année. Il est élevé au grade de chef de brigade le 17 avril 1801 et obtient la croix d'officier de la Légion d'honneur le 14 juin 1804.

### Colonel et général de l'Empire
Il obtient le commandement du 10e régiment de hussards sous Jean Lannes (Ve corps) le 1er février 1805. Il se fait remarquer à la tête de ce corps pendant la campagne de 1805 au combat de Wertingen le 8 octobre 1805, et d'Amstetten, ainsi qu'aux batailles d'Ulm et d'Austerlitz. L'Empereur le nomme général de brigade le 24 décembre 1805. Distingué et apprécié par Joachim Murat qui le nomme premier aide de camp, Beaumont est chargé de s'emparer de Wesel le 9 mars 1806. 
Il se trouve ensuite à toutes les grandes batailles de l'Empire. À Iéna, le 14 octobre 1806, il commande la 3e division de dragons (5e, 8e, 12e, 16e et 21e dragons) qui n'arrive à Apolda que dans la soirée du 14 octobre et participe seulement à la poursuite. Il est à Prentzlow le 28 et devant Dantzig le 14 mai 1807. Chargé par Napoléon d'arrêter la marche d'un corps ennemi fort de 10 000 hommes qui marche de Pillau sur Dantzig, il attaque ce corps, le culbute, lui enlève son artillerie et lui fait un grand nombre de prisonniers. Le même jour, il reçoit sur le champ de bataille la décoration de commandant de la Légion d'honneur. Pendant la bataille de Friedland, le 14 juin 1807, en remplacement du général La Houssaye, Beaumont commande la cavalerie légère du Ier corps de la Grande Armée sous Bernadotte puis Victor.

#### En Espagne
En octobre 1808, il est créé baron d'Empire. De 1808 à 1811, il combat en Espagne, toujours à la tête de la cavalerie légère — quatre régiments — attachée au Ier corps de l'armée d'Espagne du maréchal Victor. Il se signale tout particulièrement à la bataille d'Uclès le 15 janvier 1809, à celle de Medellín le 28 mars où il enfonce avec sa brigade la droite espagnole et lui prend 6 000 hommes, à Alcabon le 26 juillet où il taille en pièces les dragons de Villa-Viciosa, à Talavera, où il est blessé le 28 juillet 1809, à Ocaña le 19 novembre 1809, au siège de Cadix et à Santi Pietri le 5 mars 1811, où il arrête avec 150 chevaux du 1er régiment de dragons la marche de deux escadrons anglais.

#### Campagnes de Russie et d'Allemagne

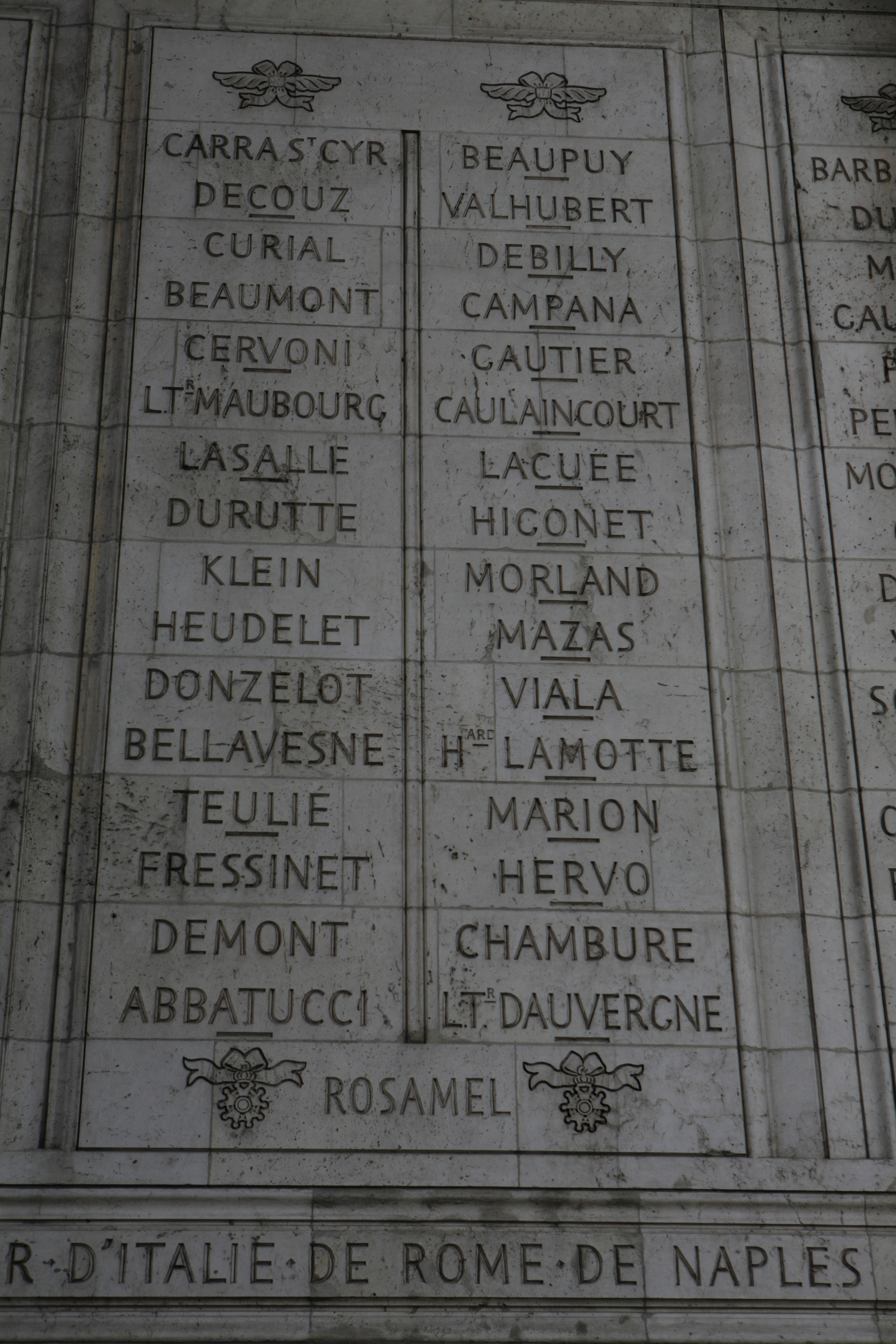
Noms gravés sous l'arc de triomphe de l'Étoile : pilier Est, 17e et.

Revenu en France à la fin de l'année 1811, Beaumont commande par intérim la 1re brigade de la 2e division de cuirassiers du général Saint-Sulpice avant d'être envoyé en Russie pour diriger une brigade de la division Sébastiani du IIe corps de cavalerie. Il se distingue à Smolensk le 17 août 1812 et à la bataille de la Moskova le 7 septembre suivant. Il se signale également le 4 octobre dans un engagement en avant de Moscou sur la route de cette ville à Kalouga, à l'attaque du 17 du même mois et pendant toute la durée de la retraite jusqu'à Vilna. Il est promu général de division le 4 décembre 1812.
Au cours de la campagne d'Allemagne, il commande tour à tour la division de cavalerie légère du IIIe corps sous Ney, du VIe corps sous Oudinot et la 5e division de grosse cavalerie du Ve corps. Il charge à Lützen, Leipzig et Hanau, avant de mourir subitement à Metz le 16 décembre 1813. Son nom est inscrit sur la partie Est de l'arc de triomphe de l'Étoile à Paris.

## Armoiries
| Figure | Blasonnement |
|        | Armes de la Famille Bonnin de La Bonninière de Beaumont (xie siècle) D'argent, à une fleur-de-lis de gueules. |
|        | Armes du baron Carrière de Beaumont et de l'Empire (décret du 19 mars 1808, lettres patentes du 26 octobre 1808 (Paris)) Coupé ; le premier parti de sinople et de gueules ; le sinople à la pyramide d'argent alaisée ; le gueules au signe des barons militaires ; le second d'argent au sphinx de carnation couché sur une tablette de granit au naturel., Livrées : les couleurs de l'écu ; et le vert dans les bordures seulement. |